# إيفان أير
إيفان أير هو رسام كندي، ولد في 15 أبريل 1935 في ساسكاتشوان في كندا.